# Легенда о Нараяме (фильм, 1983)
«Легенда о Нараяме» (яп. 楢山節考 Нараяма бусико:) — художественный фильм японского режиссёра и сценариста Сёхэя Имамуры, основанный на переработке одноимённого фильма 1958 года, снятого Кэйсукэ Киноситой по мотивам рассказов Ситиро Фукадзавы. Обладатель «Золотой пальмовой ветви» 36-го Международного Каннского кинофестиваля.

## Сюжет
Забытая маленькая японская деревня, где неторопливо течёт почти первобытная жизнь, хотя в фильме события происходят примерно в XIX веке.
Приходит весна, всё расцветает и полно жизни. Люди и животные — вся природа готова к продолжению рода.
Земля не может прокормить всех. В деревне разрешают жениться только старшим сыновьям, младшие братья — только работники. Девочек продают или обменивают на соль. Иногда младенцев убивают. Большую семью, обвинённую в краже урожая у других (обвинение основано на утверждении «они сами не могли собрать со своих столько еды, сколько было найдено при обыске»), заживо закапывают в землю.
Суть «Легенды о Нараяме» — это обычай, который испокон веков соблюдается в деревне. Когда старику или старухе исполняется 70 лет, деревня и семья не должны больше кормить бесполезный рот. Старший сын должен на своих плечах отнести пожилого человека на вершину горы Нараяма умирать от голода и жажды. Впрочем, такая участь в конце жизни считается достойной, так как умереть на священной горе — это, согласно обычаю, возможность встретиться с Богом, поэтому выполнить свой долг пожилому человеку надлежит мужественно, а плач и лишние разговоры во время восхождения недопустимы.
Главной героине фильма Орин вот-вот исполнится 70, и она полна решимости искупить позор, тяжёлым бременем лежащий на семье — её муж в своё время отказался относить на гору свою мать, и пятнадцатилетний Тацухэй в споре по этому поводу убил отца. Однако все в деревне, в том числе и Орин, думают, что тот просто сбежал. Орин полна сил, у неё целы все зубы, но закон есть закон. Она сама готовится к исходу и готовит своего сына Тацухэя, который нежно любит её, к последнему пути. Исполняя долг сына, Тацухэй относит мать умирать в зимний день, когда выпадает первый снег. Снежинки медленно падают на седую голову Орин…
Когда Тацухэй возвращается домой, он другими глазами смотрит на своего сына. Пройдут годы, и сын понесёт его на Нараяму.

## В ролях
| Актёр           | Роль                          |
| --------------- | ----------------------------- |
| Кэн Огата       | Тацухэй                       |
| Сумико Сакамото | Орин, мать Тацухэя            |
| Томпэй Хидари   | Рискэ, брат Тацухэя           |
| Аки Такэдзё     | Тамаян, жена Тацухэя          |
| Сёити Одзава    | Кацудзо                       |
| Фудзио Токита   | Дзинсаку                      |
| Сэйдзи Курасаки | Кэсакити, старший сын Тацухэя |
| Каору Симамори  | Томэкити, младший сын Тацухэя |
| Мицуко Байсё    | Оэй, молодая вдова            |
| Кэси Такаминэ   | Араясики                      |
| Тайдзи Тонояма  | Тэруян                        |
| Нидзико Киёкава | Оканэ, старая вдова           |
| Норихэй Мики    | Сиоя, старый торговец солью   |
| Рютаро Тацуми   | Матаян, старый сосед          |

## Награды и номинации

### Награды
- 1984 — Премия Японской киноакадемии
  - Лучший актёр — Кэн Огата
  - Лучший фильм
  - Лучший звук — Кэнъити Бэнитани
- 1984 — Голубая лента
  - Лучший актёр — Кэн Огата
- 1983 — Каннский кинофестиваль
  - Золотая пальмовая ветвь — Сёхэй Имамура

### Номинации
- 1984 — Премия Японской киноакадемии
  - Лучшая актриса — Сумико Сакамото
  - Лучшее художественное оформление — Нобутака Ёсино
  - Лучшая операторская работа — Масао Тотидзава
  - Лучший режиссёр — Сёхэй Имамура
  - Лучший свет — Ясуо Иваки
  - Лучшая музыка — Синъитиро Икэбэ
  - Лучший сценарий — Сёхэй Имамура
  - Лучшая актриса второго плана — Мицуко Байсё